# Bålforsen
Bålforsen este o arie protejată (arie specială de conservare — SAC, sit de importanță comunitară — SCI) din Suedia întinsă pe o suprafață de 31,5 ha, integral pe uscat.

## Localizare
Centrul sitului Bålforsen este situat la coordonatele 64°39′23″N 18°29′30″E / 64.6563°N 18.4917°E.

## Înființare
Situl Bålforsen a fost declarat sit de importanță comunitară în iunie 2001 pentru a proteja un număr necunoscut de specii din flora spontană și fauna sălbatică aflate în arealul zonei. Situl a fost protejat și ca arie specială de conservare în martie 2011.

## Biodiversitate
Situată în ecoregiunea boreală, aria protejată conține 1 habitat natural: Taiga vestică.
La baza desemnării sitului se află un număr nedeclarat de specii protejate.